# Shurikenjutsu
Shurikenjutsu (手裏剣術?) es un término genérico con el que se designa a un arte marcial japonés que consiste en arrojar shuriken, que son pequeñas armas de mano utilizadas principalmente por los shinobi (ninjas) en el Japón feudal, tales como púas de metal bō shuriken, placas circulares de metal denominadas hira shuriken, y cuchillos (tantō). 
Por lo general el shurikenjutsu era enseñado en los sogo-bugei, o sistemas de artes marciales del Japón, principalmente el ninjutsu, como una forma de arte suplementario a aquellos que se practicaban comúnmente tales como el kenjutsu, sojutsu, bōjutsu y kumi-uchi (combate en campo de batalla) o jujutsu, en la actualidad se encuentra mucho menos difundido que lo que estaba durante la época feudal.

## Historia
Los orígenes del shurikenjutsu se remontan al shinobi, ya que existe una falta de documentación fiable sobre la historia de este arte en comparación con la existente sobre otras artes. Sin embargo, existen varias tradiciones orales específicas de cada escuela (Ryu), que describen como se desarrolló su tipo de arte y comenzó a ser utilizado en su sistema. 
El arte posee numerosos creadores e innovadores quienes descubrieron y desarrollaron sus métodos propios de adaptar los objetos cotidianos de forma de convertirlos en armas de arrojar, de allí la gran variedad tanto de escuelas como de proyectiles. Más aún, el arte mismo posee un relativamente elevado grado de secreto, ya que la ventaja táctica del shurikenjutsu es producto de su sigilio y sorpresa. Los shuriken son pequeños y por lo tanto fáciles de ocultar, sin embargo poseen la versatilidad de ser utilizados como un arma de corte en el rango corto (y son llamados shoken si se las utiliza de esta manera), como también como un arma de lanzamiento para el rango lejano.

## Tipos de shuriken

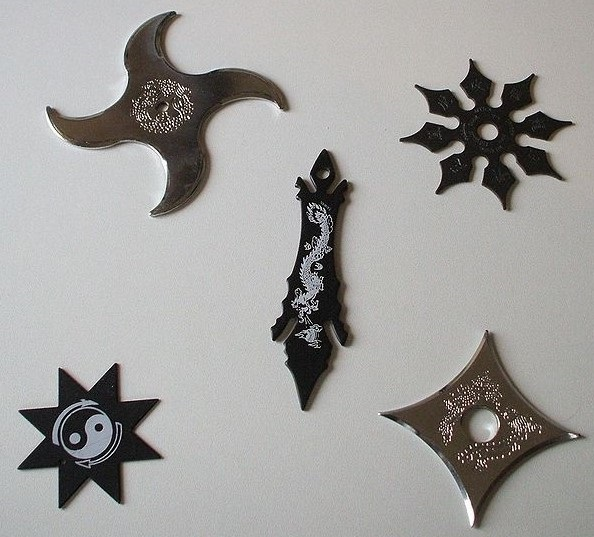
Algunos modelos de shuriken.

Los shuriken consisten de dos diseños básicos:
- Bo-shuriken - púas rectas de metal, por lo general con 4 facetas pero a veces redondas u octogonales. Por lo general poseen una sola punta pero existen algunas variaciones con dos puntas. Su longitud típica era de unos 16 cm y su peso promedio de unos 50 gramos. El bo shuriken es arrojado tomándolo con la palma de la mano con la vara entre el primer y segundo dedo. Son lanzados en forma indistinta con ambas manos, desde posiciones parado, sentado o recostado. Esta es la forma más común de shuriken ustilizado en el shurikenjutsu tradicional.
- Hira-shuriken, shaken (o "estrellas para lanzamiento") - son placas de metal planas con forma de ruedas, con puntas afiladas. Por lo general su espesor es de unos 3 mm, y unos 11 cm de diámetro, con un número variable de puntas que varía entre 3 a 20.  El hira-shuriken puede ser lanzado en un sentido descendente que comienza desde la cabeza, u horizontalmente con un movimiento rápido de muñeca, dependiendo del arma.